# Фернандес, Даниэль
Даниэль (Дани) Фернандес Артола (исп. Daniel "Dani" Fernández Artola; 20 января 1983, Барселона, Испания) — испанский футболист, защитник.

## Биография

### Клубная карьера
Родился в небольшой деревне поблизости Барселоны. В 11 лет попал в состав «Барселоны». Играл во всевозможных командах, также был в главной команде. Играл всегда в составе второй команды, однако, часто тренировался с основным составом. Дани довелось выиграть немало призов со своей командой, когда он играл в юношеских турнирах. Его дебют в официальном матче состоялся 15 ноября 2005 года в матче против «Химнастик» (Таррагона), в полуфинале Кубка Каталонии.
В конце июня 2006 года подписал контракт на три года с украинским клубом «Металлург» (Донецк), приглашение перейти в стан «МетаДона» получил от первого вице-президента клуба Дмитрия Селюка. В чемпионате Украины дебютировал 19 августа 2006 года в матче «Металлург» — «Шахтёр» (0:0). Летом 2008 года права на футболиста выкупил «Арсенал» (Киев), за клуб не сыграл ни одного матча и был отдан в аренду голландскому клубу НЕК. В апреле 2009 года было объявлено что Фернандес может перейти в «Фейеноорд», и в июне подписал трехлетний контракт. Фернандес играет под номером 21, под этим номером играл его кумир — Луис Энрике.

### Карьера в сборной
Даниэль никогда не играл в сборной Испании. Однако в октябре 2006 года он принял участие в матче сборной Каталонии против сборной Страны Басков.

## Достижения
- Обладатель Кубка Бельгии (1): 2012/13